# Тихов, Анатолий Устинович
Анатолий Устинович Тихов (8 марта 1919, Высоково, Ярославская губерния — 16 апреля 1945) — капитан Рабоче-крестьянской Красной Армии, участник Великой Отечественной войны, Герой Советского Союза (1944).

## Биография
Анатолий Тихов родился в 1919 году в деревне Высоково Пошехонского уезда (ныне — в Череповецком районе Вологодской области). Окончил семь классов школы. С середины 1930-х годов проживал и работал в Саратовской области, после окончания школы фабрично-заводского ученичества работал токарем, занимался в аэроклубе. В 1940 году Тихов был призван на службу в Рабоче-крестьянскую Красную Армию. В 1942 году он окончил Балашовскую военную авиационную школу пилотов. С марта 1943 года — на фронтах Великой Отечественной войны.
Воевал в составе 431-го штурмового авиаполка лётчиком, затем командиром эскадрильи. В 1944 году вступил в ВКП(б).
К августу 1944 года старший лейтенант Анатолий Тихов командовал эскадрильей 874-го штурмового авиаполка 299-й штурмовой авиадивизии 16-я воздушная армия 1-го Белорусского фронта. К тому времени он совершил 103 боевых вылета на штурмовку скоплений боевой техники и живой силы противника, его важных объектов, нанеся ему большие потери, лично сбил 1 вражеский самолёт.
Указом Президиума Верховного Совета СССР от 26 октября 1944 года старший лейтенант Анатолий Тихов был удостоен высокого звания Героя Советского Союза с вручением ордена Ленина и медали «Золотая Звезда» за номером 3108.
В апреле 1945 — заместитель командира эскадрильи 173-го гвардейского штурмового авиаполка. 16 апреля 1945 года во время боевого вылета самолёт Тихова был сбит, весь экипаж погиб. Похоронен в братской могиле в населённом пункте Витц в Польше.

### Семья
Брат — Гурий Устинович Тихов, участник Великой Отечественной войны.
Жена — Мария Алексеевна Тихова.
- сын[2].

## Награды
- Медаль «Золотая Звезда» № 3108 Героя Советского Союза и орден Ленина (26.10.1944).
- Три ордена Красного Знамени (11.7.1943[4], 18.3.1944[8], 14.4.1944[5]).
- Орден Отечественной войны 1-й степени (28.10.1943)[9].
- Медали[3].

## Память
9 декабря 1976 года в селе Воскресенское Череповецкого района открыт памятник Анатолию Устиновичу Тихову (скульптор М. С. Каменский).

## Адреса
- Балашов, Козловка, ул. Революции, д. 43[6].